# Campeonato Mundial Femenino de Balonmano Júnior
El Campeonato Mundial de Balonmano Femenino en categoría Junior está organizado por la IHF desde el año 1977. En él pueden participar jugadores sub 20 de los países clasificados.

## Ediciones
| N.º   | Año  | Sede                | Oro             | Plata                         | Bronce                        |
| ----- | ---- | ------------------- | --------------- | ----------------------------- | ----------------------------- |
| I     | 1977 | Rumania             | Yugoslavia      | Unión Soviética               | Rumania                       |
| II    | 1979 | Yugoslavia          | Unión Soviética | República Democrática Alemana | Yugoslavia                    |
| III   | 1981 | Canadá              | Unión Soviética | Yugoslavia                    | Alemania Occidental           |
| IV    | 1983 | Francia             | Unión Soviética | República Democrática Alemana | Corea del Sur                 |
| V     | 1985 | Corea del Sur       | Unión Soviética | Corea del Sur                 | Polonia                       |
| VI    | 1987 | Dinamarca           | Unión Soviética | Dinamarca                     | República Democrática Alemana |
| VII   | 1989 | Nigeria             | Unión Soviética | Corea del Sur                 | Bulgaria                      |
| VIII  | 1991 | Francia             | Unión Soviética | Corea del Sur                 | Dinamarca                     |
| IX    | 1993 | Bulgaria            | Rusia           | Bulgaria                      | Corea del Sur                 |
| X     | 1995 | Brasil              | Rumania         | Dinamarca                     | Noruega                       |
| XI    | 1997 | Costa de Marfil     | Dinamarca       | Rusia                         | Rumania                       |
| XII   | 1999 | China               | Rumania         | Lituania                      | Dinamarca                     |
| XIII  | 2001 | Hungría             | Rusia           | Hungría                       | Alemania                      |
| XIV   | 2003 | Macedonia           | Rusia           | Hungría                       | Noruega                       |
| XV    | 2005 | República Checa     | Rusia           | Noruega                       | Corea del Sur                 |
| XVI   | 2008 | Macedonia           | Alemania        | Dinamarca                     | Corea del Sur                 |
| XVII  | 2010 | Corea del Sur       | Noruega         | Rusia                         | Montenegro                    |
| XVIII | 2012 | República Checa     | Suecia          | Francia                       | Hungría                       |
| XIX   | 2014 | Croacia             | Corea del Sur   | Rusia                         | Dinamarca                     |
| XX    | 2016 | Rusia               | Dinamarca       | Rusia                         | Rumania                       |
| XXI   | 2018 | Hungría             | Hungría         | Noruega                       | Corea del Sur                 |
| XXII  | 2022 | Eslovenia           | Noruega         | Hungría                       | Países Bajos                  |
| XXIII | 2024 | Macedonia del Norte | Francia         | Hungría                       | Países Bajos                  |

## Medallero
- Actualizado hasta Skopje 2024[2]

| Núm.  | País              | Oro | Plata | Bronce | Total |
| ----- | ----------------- | --- | ----- | ------ | ----- |
| 1     | Unión Soviética   | 7   | 1     | 0      | 8     |
| 2     | Rusia             | 4   | 4     | 0      | 8     |
| 3     | Dinamarca         | 2   | 3     | 3      | 8     |
| 4     | Noruega           | 2   | 2     | 2      | 6     |
| 5     | Rumania           | 2   | 0     | 3      | 5     |
| 6     | Hungría           | 1   | 4     | 1      | 6     |
| 7     | Corea del Sur     | 1   | 3     | 5      | 9     |
| 8     | Yugoslavia        | 1   | 1     | 1      | 3     |
| 9     | Francia           | 1   | 1     | 0      | 2     |
| 10    | Alemania          | 1   | 0     | 2      | 3     |
| 11    | Suecia            | 1   | 0     | 0      | 1     |
| 12    | Alemania Oriental | 0   | 2     | 1      | 3     |
| 13    | Bulgaria          | 0   | 1     | 1      | 2     |
| 14    | Lituania          | 0   | 1     | 0      | 1     |
| 15    | Países Bajos      | 0   | 0     | 2      | 2     |
| 16    | Montenegro        | 0   | 0     | 1      | 1     |
| 16    | Polonia           | 0   | 0     | 1      | 1     |
| Total | Total             | 23  | 23    | 23     | 69    |